# محمد بن محمد بن سهل الأزدي
العالم محمد بن محمد بن سهل بن محمد بن سهل الأزدي الغرناطي نسبةً للمكان الذي عاش فيه غرناطة (662هـ – 730هـ). حفيد العلامة سهل بن محمد. يكنى أبو القاسم زعيم، من أهل غرناطة. قال ابن كثير: كان له فضائل كثيرة في الفقه والنحو والتاريخ والأصول، وكان عالي الهمة شريف النفس محترما ببلاده جدا، بحيث إنه يولي الملوك ويعزلهم، ولم يلِ هو مباشرة شيء ولا أهل بيته، وإنما كان يلقب بالوزير مجازا ولم يل عملا. ينسب إلى بارق من الأزد. نشأ بالأندلس، ونبغ في علوم شتى وبرع في معرفة الأسطرلاب وكان وافر الجلالة ببلدة بحيث انهم يرجعون إلى راية فيمن تولى المملكة ويلقبونه بالوزير وفيه ورع وله فضب. أخذ عنه قطب الدين عبد الكريم ومحمد بن الذهبي.

## الوفاة
كانت وفاته في القاهرة في ثاني عشرين المحرم سنة ثلاثين وسبعمائة مائة عن ثمانية وستون عاماً.